# Komárovce
Komárovce – wieś (obec) na Słowacji położona w kraju koszyckim, w powiecie Koszyce-okolice. Pierwsze wzmianki o miejscowości pochodzą z roku 1402. 
Według danych z dnia 31 grudnia 2012, wieś zamieszkiwało 379 osób, w tym 200 kobiet i 179 mężczyzn.
W 2001 roku pod względem narodowości i przynależności etnicznej 15,74% mieszkańców stanowili Słowacy, a 84,26% Węgrzy.
Ze względu na wyznawaną religię struktura mieszkańców kształtowała się w 2001 roku następująco:
- Katolicy rzymscy – 42,13%
- Grekokatolicy – 11,42%
- Ewangelicy – 0,25%
- Nie podano – 0,25%